# Tokessa Martinius

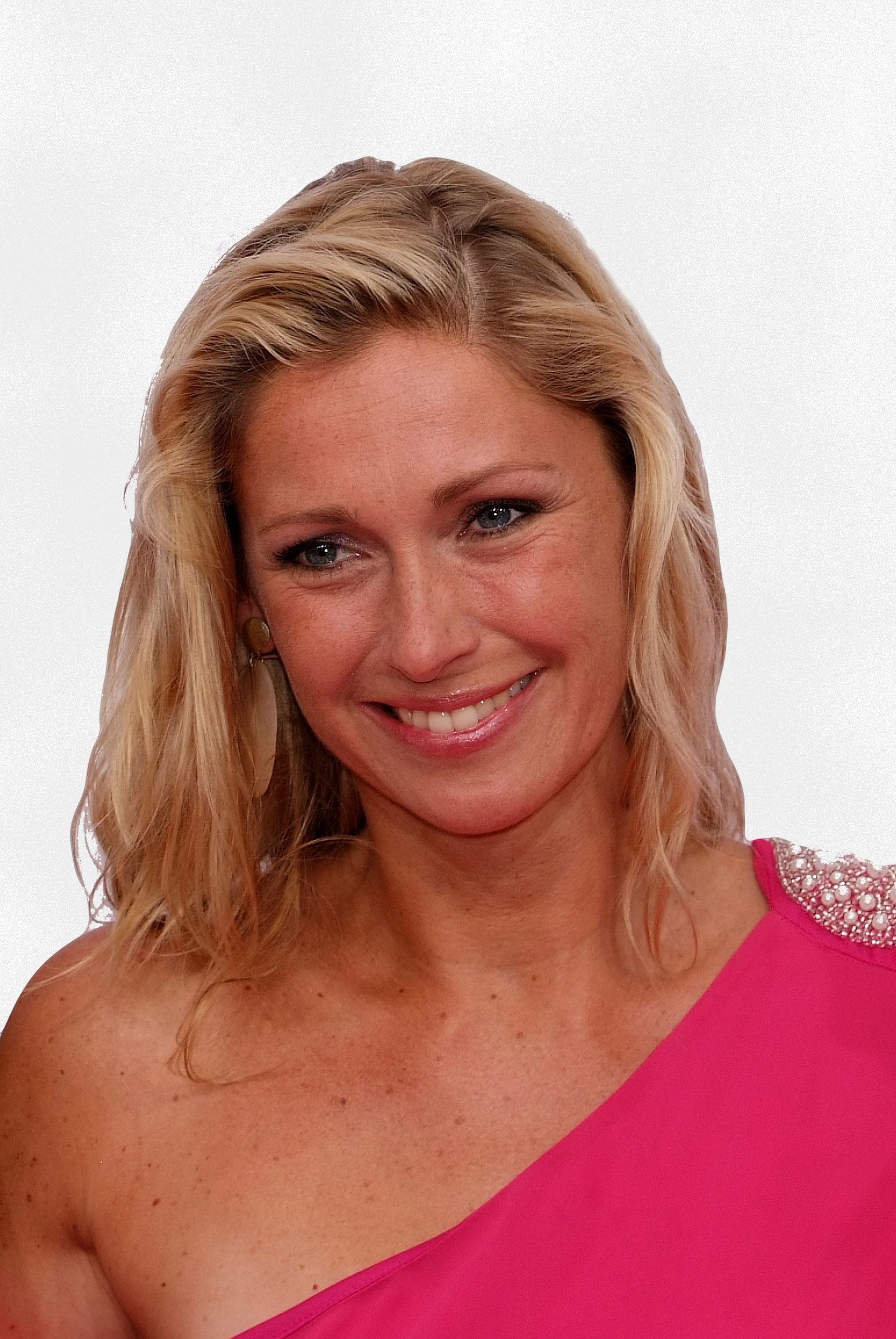
Tokessa Martinius, 2012

Tokessa Martinius (auch Möller-Martinius) (* 18. Januar 1977 in Hamburg) ist eine deutsche Schauspielerin.

## Leben
Tokessa Martinius nahm unter anderem bei Heidelotte Diehl, Henriette Gonnermann und Monika Stenzel Schauspielunterricht. Sprechtechnik lernte sie bei Henriette Gonnermann und Teresa Stäger. Ihre wohl bekannteste Rolle spielte sie in der Seifenoper Gute Zeiten, schlechte Zeiten, wo sie von 1998 bis 2002 als Recast nach Tina Bordihn die Rolle der Sonja Wiebe verkörperte. Im Rahmen dieses Engagements wurde sie auch als Sängerin tätig. Nach GZSZ arbeitete Martinius beim Leipziger Radiosender ENERGY. Martinius gibt Schauspielunterricht an Grundschulen und coacht Kinder für Castings.
Martinius’ erstes Kind, ein Mädchen, kam am 4. Juli 2007 zur Welt.

## Filmografie
- 1995: Mensch, Pia!
- 1996: Einblicke (Werbefilm)
- 1997: alphateam – Die Lebensretter im OP (Fernsehserie)
- 1998: Gegen den Wind (Fernsehserie)
- 1998–2002: Gute Zeiten, schlechte Zeiten (Seifenoper)
- 2004: St. Angela (Fernsehserie)
- 2005: Verbotene Liebe (Seifenoper)
- 2005: Limited Games – Störtebeckers Geheimnis
- 2006: Lotta in Love (Telenovela)
- 2006: Toilet Cam (Kurzfilm)
- 2006: Funny Money
- 2007: Vier sind einer zuviel (Fernsehfilm)
- 2007: Notruf Hafenkante (Fernsehserie)
- 2008: Ein Strauß voll Glück (Fernsehfilm)
- 2008: Begriffe zur Unbegrifflichkeit (Kurzfilm)
- 2009–2010: WALF: We all love Football (Layout-, Kurzfilme)
- 2010: MEK 8 (Fernsehserie)
- 2010: Ich – In Serie (Kurzfilm)
- 2011–2015: Filmstadt
- 2014–2016: In Gefahr – Ein verhängnisvoller Moment (Fernsehserie)
- 2015: Großstadtrevier – Pauls Versuchung (Fernsehserie)

## Diskografie
- 1998: Gute Zeiten, schlechte Zeiten: I Love You (All You Need Is Love und Our Time Has Come als GZSZ All Stars)
- 1998: Gute Zeiten, schlechte Zeiten – Vol. 17: Cold Days Hot Nights (Wer bin ich?)
- 1999: Gute Zeiten, schlechte Zeiten – Vol. 21: For You (Ohne Dich)